# Его Преподобие
Его Преподобие или Преподо́бный (англ. The Reverend, итал. Reverendo), при личном обращении «Ва́ше преподо́бие» и «Ва́ше высо́копреподо́бие» — титул, используемый в католицизме и протестантизме для обращения к священнику. Также в православии служит обращением к священнослужителю в иерейском сане.

## Значение и происхождение
Слово «преподобный» означает «весьма подобный, схожий» и подразумевает подобие/уподобление человека, которого так называют, Христу. Идея уподобления Христу является одной из ключевых для христианского богословия и базируется на утверждении апостола Павла, что верующим: 
[Бог] предопределил быть подобными образу Сына Своего, дабы Он был первородным между многими братиями. А кого Он предопределил, тех и призвал, а кого призвал, тех и оправдал; а кого оправдал, тех и прославил. Рим. 8:29
Каждый христианин, и тем более священник, обязан подражать Христу, поскольку Он стал подобным всем людям:
Ибо в вас должны быть те же чувствования, какие и во Христе Иисусе: Он, будучи образом Божиим, не почитал хищением быть равным Богу; но уничижил Себя Самого, приняв образ раба, сделавшись подобным человекам и по виду став как человек; смирил Себя, быв послушным даже до смерти, и смерти крестной. Фил. 2:5—8

## Использование
Титул «преподобный» используется в большинстве христианских конфессий: православии, католичестве и в традиционных протестантских деноминациях. На Западе использование этого титула распространено больше, чем в России, ввиду двойственности значения слова преподобный в русском языке. 
На Западе, особенно в англоязычной среде, обращение «преподобный» к священнослужителю является стандартным. В ряде случаев оно может удлиняться до обращения «преподобный отец», в некоторых протестантских церквях заменяется обращением «пастор». При этом в официальном обращении слово «преподобный» предпочтительнее.
В русском языке обращения «Ваше преподобие!» и «Ваше высокопреподобие!» были достаточно сильно распространены в дореволюционный период. В советский же период почти вышли из употребления.